# Редитељска књига
Редитељска књига је бележница или примерак драмског текста која садржи нацрт неке инсценације. Најчешће је исписује редитељ или инспицијент представе према упутствима редитеља.
Редитељска књига садржи:
- попис кретања глумаца

- паузе

- ознаке за звук и расвету и

- примењивање свих осталих сценских ефеката.

Редитељска књига се користи од почетка проба и током читавог сценског живота поједине представе. То је основни докуменат за евентуално обнављање представе уколико је дошло до дужег прекида у њеном приказивању.